# Премия Гёте
Премия Гёте города Франкфурта (нем. Goethepreis der Stadt Frankfurt) — немецкая, а в последние годы — международная литературная премия. Не путать с премией Гёте ганзейского союза и премией Гёте города Берлина.
Вручается с 1927 года в день рождения Гёте — 28 августа. До 1949 года премия (её денежный эквивалент составляет сегодня 50 000 евро) вручалась ежегодно, затем её стали присуждать раз в три года.

## Лауреаты
- 1927 — Стефан Георге
- 1928 — Альберт Швейцер
- 1929 — Леопольд Циглер[нем.]
- 1930 — Зигмунд Фрейд
- 1931 — Рикарда Хух
- 1932 — Герхардт Гауптман
- 1933 — Герман Штер
- 1934 — Ханс Пфицнер
- 1935 — Герман Штегеман
- 1936 — Георг Кольбе
- 1937 — Эрвин Гвидо Кольбенхайер[англ.]
- 1938 — Ханс Каросса
- 1939 — Карл Бош
- 1940 — Агнес Мигель
- 1941 — Вильгельм Шефер[англ.]
- 1942 — Рихард Кун
- 1945 — Макс Планк
- 1946 — Герман Гессе
- 1947 — Карл Теодор Ясперс
- 1948 — Фриц фон Унру
- 1949 — Томас Манн
- 1952 — Карл Цукмайер
- 1955 — Аннетта Кольб
- 1958 — Карл Фридрих фон Вайцзеккер
- 1960 — Эрнст Бойтлер[нем.]
- 1961 — Вальтер Гропиус
- 1964 — Benno Reifenberg[нем.]
- 1967 — Карло Шмид[нем.]
- 1970 — Дьёрдь Лукач
- 1973 — Арно Шмидт
- 1976 — Ингмар Бергман
- 1979 — Раймон Арон
- 1982 — Эрнст Юнгер
- 1985 — Голо Манн
- 1988 — Петер Штайн
- 1991 — Вислава Шимборская
- 1994 — Эрнст Гомбрих
- 1997 — Ганс Цендер
- 1999 — Зигфрид Ленц
- 2002 — Марсель Райх-Раницкий
- 2005 — Амос Оз
- 2008 — Пина Бауш
- 2011 — Адонис
- 2014 — Петер фон Матт[англ.]
- 2017 — Ариана Мнушкина
- 2020 — Джевад Карахасан
- 2023 - Barbara Honigmann[англ.]